# Castillo de Tíscar

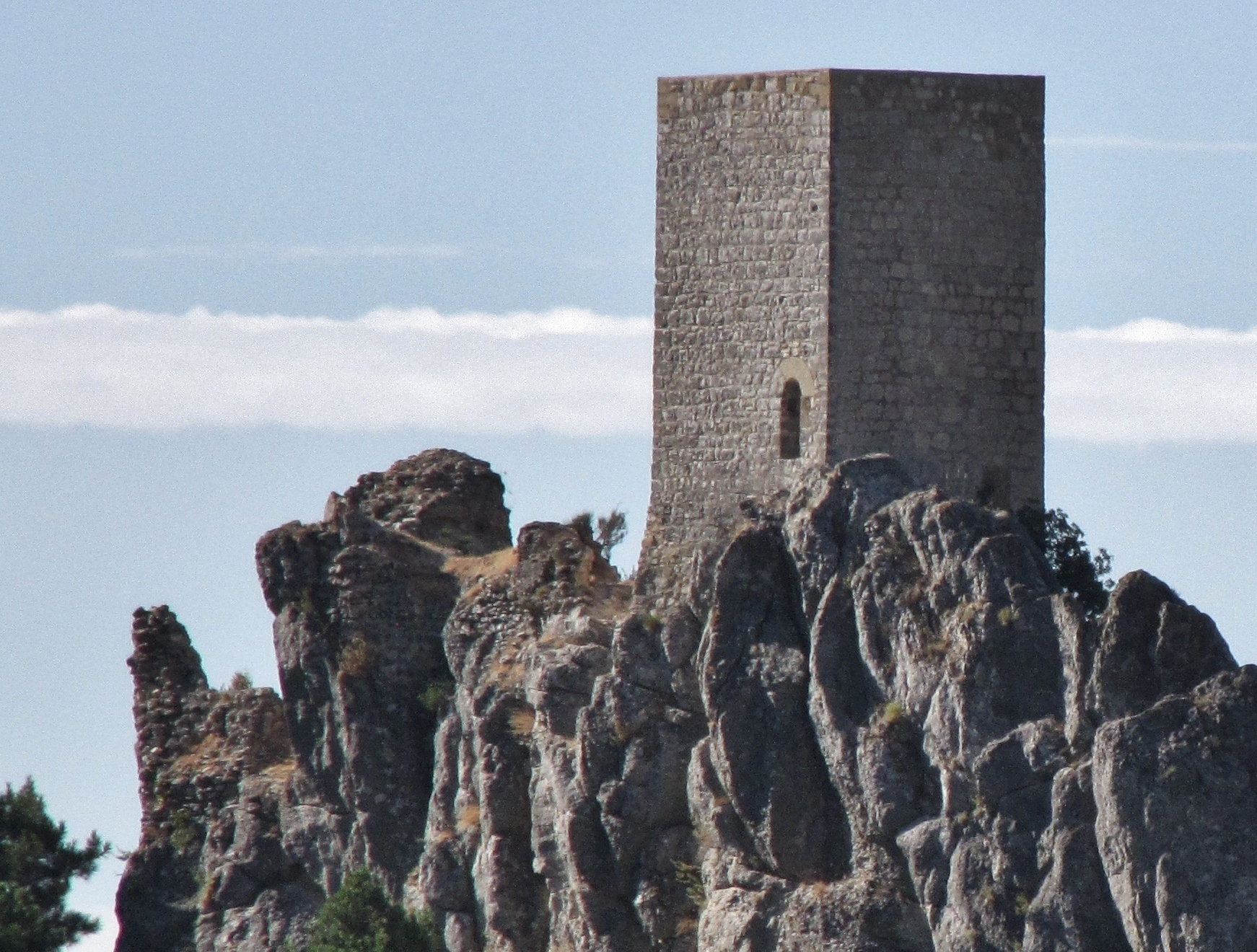
El castillo de Tíscar.

El Castillo de Tíscar está situado junto al Santuario de la Virgen de Tíscar, sobre una cresta rocosa, a unos 13 km al sur de la localidad de Quesada, provincia de Jaén (España). Está declarado Bien de Interés Cultural, conforme al decreto de 22 de abril de 1949.

## Descripción
Se trata de un recinto de reducidas dimensiones, con una pequeña torre del homenaje, situada en su extremo oriental. Está construido en tapial basto, con partes de mampuesto y los paños de muralla se adosan a las rocas, cerrando los pasos libres entre ellas. En el centro se alza un gran roquedal, llamado «Peña Negra», que posiblemente funcionaba como «alcazarejo» del castillo.
Se atribuye la estructura muraria a época andalusí, aunque los estudiosos consideran que la torre data de la primera mitad del siglo XIV, es decir, muy poco después de la conquista castellana.

## Historia

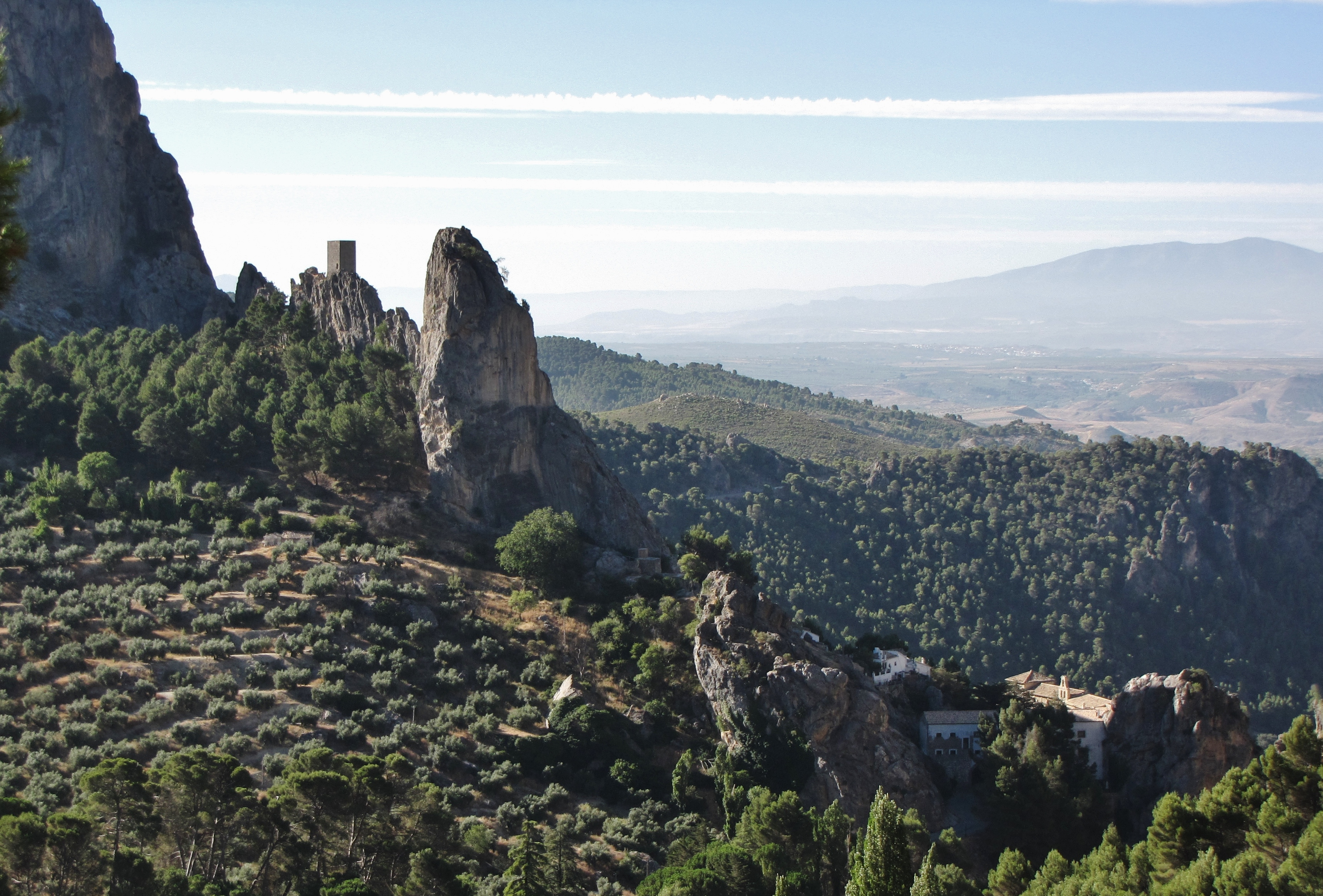
Vista del castillo de Tíscar.

En época musulmana hay un gran número de referencias a esta fortaleza, de autores como Al-Razi o Al-Idrisi, que encomian su inexpugnabilidad. Durante casi un siglo fue avanzadilla del Reino nazarí de Granada en el Adelantamiento de Cazorla, y de él partieron las incursiones sobre Quesada.
En mayo de 1319 el castillo de Tíscar fue conquistado por el infante Pedro de Castilla, hijo de Sancho IV y de la reina María de Molina y tutor del rey Alfonso XI de Castilla durante su minoría de edad junto con su madre y el infante Juan, hijo del rey Alfonso X. No obstante, algunos historiadores han considerado la posibilidad de que el castillo conquistado en 1319 no fuera este, sino otro homónimo situado en las cercanías del municipio de Puente Genil, en la provincia de Córdoba, pero a pesar de ello la mayoría de ellos consideran, basándose en el contexto descrito en las crónicas cristianas de la época, que éstas se refieren sin duda a esta fortaleza jienense.
La conquista del castillo por el infante Pedro es narrada en la Crónica y en la Gran Crónica de Alfonso XI, y en esta última obra se afirma que en mayo de 1319, hallándose dicho infante en la ciudad de Úbeda, situada a unos 40 kilómetros al noroeste de Tíscar, con los maestres de las órdenes militares de Santiago, Calatrava y Alcántara y con los arzobispos de Toledo y Sevilla, solicitó al señor de la villa de Tíscar, Mahomad Handon, que se convirtiera en vasallo del rey Alfonso XI, ya que de ese modo sería amparado y defendido por los castellanos, y le envió esta propuesta por medio de los «adalides» Pero Joan de Berrio y Ramos de Xérez, que al mismo tiempo llevaban instrucciones de informarse de cuál sería el mejor modo de apoderarse del castillo, pero Mahomad Handon respondió al infante Pedro lo siguiente:

E aquel cavallero moro llamado Mahomad Handon enbio a decir al ynfante don Pedro que bien sabia el en como no obedesçia a moro ni a christiano, e que mas queria el ser libre y sin tributo ninguno que non tributario.

Y en vista de ello el infante Pedro se propuso conquistar el castillo y ordenó a sus tropas que se preparasen para seguirle y que llevaran provisiones en las talegas para doce días, al tiempo que hacía correr la voz entre sus gentes de que se dirigían a otro lugar y no a conquistar el castillo de Tíscar. Y los castellanos se pusieron en marcha poco después y tomaron un camino que no llevaba a Tíscar, aunque poco después volvieron sobre sus pasos y se encaminaron hacia dicho lugar, y la Crónica de Alfonso XI señala que el infante Pedro fue «mucho espantado de quan fuerte era» la fortaleza, y comenzó a asediarla con «ingenios» que ordenó traer.

No obstante, las sólidas defensas del castillo desbarataron los proyectos del infante Pedro de apoderarse de ella rápidamente, por lo que éste y sus hombres se vieron obligados a combatir como soldados de infantería y a calzar sus pies con abarcas de esparto durante los trece días que duró el asedio. Y poco después, un hombre de muy baja estatura llamado Pero Fidalgo, que según las crónicas de la época estaba a las órdenes del maestre de Calatrava, escaló de noche junto con algunos hombres y por mandato del infante Pedro la llamada «Peña Negra», situada junto al castillo de Tíscar y defendida por diez hombres, y al amanecer Pero Fidalgo y sus hombres atacaron a los musulmanes que la custodiaban, los mataron a todos y se apoderaron de ella. Y al saberlo el infante Pedro, ordenó a sus tropas que se prepararan, lanzó un ataque general sobre la villa de Tíscar, y la conquistó.

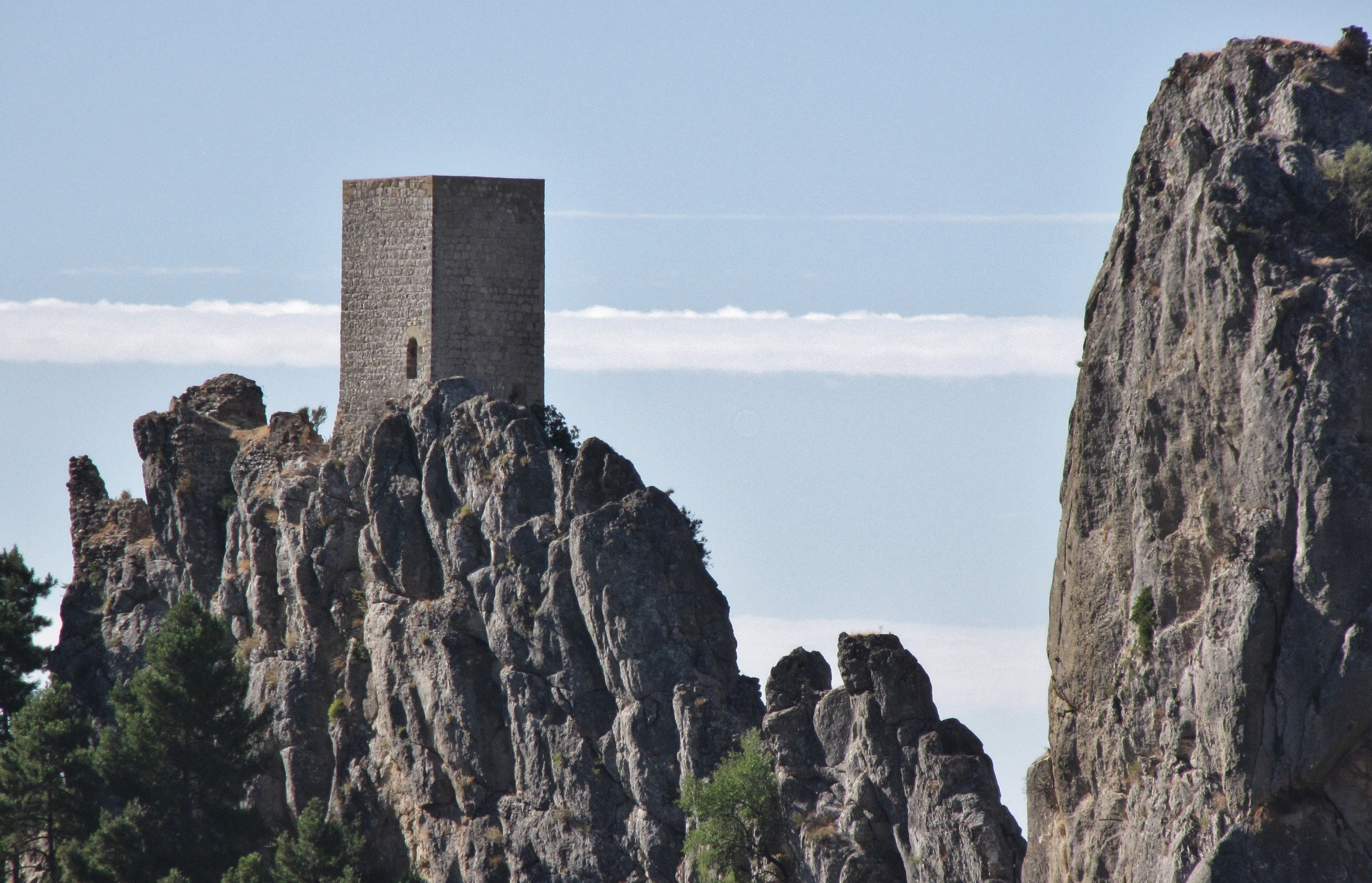
Vista del castillo de Tíscar.

Y cuando el señor de Tíscar, Mahomad Handon, vio que los cristianos se habían apoderado de la Peña Negra y de la villa de Tíscar, comunicó al infante Pedro que estaba dispuesto a entregarle el castillo y le solicitó que les permitiese a él y al resto de los mususulmanes que aún resistían en él abandonarlo con todas sus pertenencias. Y el infante, que no deseaba permanecer más tiempo allí, accedió a las peticiones del sitiado y permitió a las 4.500 personas que habitaban en Tíscar que salieran y garantizó su seguridad hasta que llegaron a Baza, según consta en el capítulo XX de la Gran Crónica de Alfonso XI. Y un mes después de la conquista del castillo de Tíscar, el 25 de junio de 1319, los infantes Pedro y Juan murieron en el Desastre de la Vega de Granada, ocurrido en el municipio granadino de Pinos Puente.
El 13 de junio de 1321 los tutores del rey Alfonso XI ordenaron en nombre de éste que los vecinos de Tíscar, Quesada, Bélmez, Cambil y Alhamar pagasen los gastos de mantenimiento de los castillos de sus respectivos lugares y de sus atalayas, bajo pena de que sus bienes fueron confiscados por la Corona en un plazo de treinta días. Y el 1 de junio de 1329, encontrándose en Madrid, Alfonso XI dio testimonio en un documento de la merced que había otorgado anteriormente a los castillos de Tíscar, Quesada, Cambil y Alhamar, y a otros situados en la frontera con el reino de Granada, para que todos sus habitantes quedaran libres de deudas y «malfrentas», a fin de asegurar el poblamiento de esos lugares.
Y el 28 de noviembre de 1335, seis años después, el rey Alfonso XI entregó el castillo de Tíscar al concejo de la ciudad de Úbeda para que lo poblase y defendiese, concediéndole además para ello a dicha ciudad una serie de privilegios y franquezas. Y el 6 de febrero de 1336, mientras se encontraba en Segovia, Alfonso XI concedió al concejo de Úbeda para el mantenimiento del castillo de Tíscar 15.000 maravedís anuales y 30 cahices de trigo durante un periodo de 15 años, procedentes de las tercias reales del pan del obispo de Jaén. Y dos años después, el 15 de septiembre de 1338, Alfonso XI ordenó a los individuos que recaudaban las alcabalas procedentes de Úbeda que concedieran a esta ciudad 3.000 maravedís para la «labor» de los castillos de Tíscar, Quesada y Albanchez.